# Pantholops
A Pantholops az emlősök (Mammalia) osztályának párosujjú patások (Artiodactyla) rendjébe, ezen belül a tülkösszarvúak (Bovidae) családjába tartozó nem.
Egyes rendszerezések a családon belül, az önálló tibeti antilopformák (Panthalopinae) alcsaládjába sorolják be, azonban az alcsaládi önállósága kétséges mivel először a Pantholops-ot az antilopformák (Antilopinae) közé sorolták, csak később kapott saját alcsaládot; azonban a legújabb molekuláris- és alaktani-vizsgálatok azt mutatták, hogy a Pantholops emlősnem legközelebbi rokonai a kecskeformák (Caprinae) között találhatók. Egy időben a szajgával (Saiga tatarica) sorolták egy nemzetségbe, a Saigini nevűbe.

## Rendszerezés
A nembe az alábbi 1 élő faj és 1 fosszilis faj tartozik:
- tibeti antilop (Pantholops hodgsonii) (Abel, 1826) - típusfaj
- †Pantholops hundesiensis - pleisztocén; Tibet; valamivel kisebb volt a mai fajnál, koponyája is keskenyebb volt[7]

Egyes rendszerezők, ha a tibeti antilopformák (Panthalopinae) önálló alcsaládot képeznek, a kínai miocén kori Qurliqnoria nemet is ebbe sorolnák be; egyébként a Qurliqnoria jelenleg a kecskeformák közé van helyezve.

### Fordítás
- Ez a szócikk részben vagy egészben  a   Tibetan antelope#Classification című angol Wikipédia-szócikk ezen változatának fordításán alapul.  Az eredeti cikk szerkesztőit annak laptörténete sorolja fel. Ez a jelzés csupán a megfogalmazás eredetét és a szerzői jogokat jelzi, nem szolgál a cikkben szereplő információk forrásmegjelöléseként.